# 폭발 한계
가연성 기체와 산소 등의 산화성 기체와의 혼합물의 폭발은 어떤 일정한 조성, 압력, 온도의 범위 내에서 생기는데, 이 한계를 폭발 한계(explosive limit 또는 flammability limit)라고 한다.